# Ambrosius Ziegler
Ambrosius Ziegler OSB (* 24. Mai 1684 in Gmunden als Wolfgang Andreas Ziegler; † 5. September 1739 in Kremsmünster) war Benediktiner.

## Leben
Er absolvierte die Humaniora in Kremsmünster und studierte Philosophie und Theologie in Salzburg, wo er am 3. September 1714 zum Dr. theol. promoviert wurde. Von 1710 bis 1712 war er Museumspräfekt in Kremsmünster. Von 1710 bis 1712 lehrte er als Professor der Syntax und Grammatik ebendort, 1712 wurde er zuerst Professor für Philosophie an der Universität Salzburg und 1714 für Moraltheologie berufen. Von 1718 bis 1726 lehrte er Dogmatik.